# Mohammed Al-Ragragui
Mohammed al-Ragragui (* 26. April 1976) ist ein ehemaliger marokkanischer Radrennfahrer.
Mohammed al-Ragragui gewann 2001 die vierte Etappe der Tour du Faso nach Ouahigouya. In der Saison 2005 war er bei dem marokkanischen Eintagesrennen Coupe du Trône erfolgreich. Zwei Jahre später gewann Al Ragragui den Grand Prix Maria Orlando und zwei Etappen bei der Tour du Maroc. Auch 2008 war er bei der Tour du Maroc wieder mit einem Etappensieg in Berkane erfolgreich.

## Erfolge
2001
- eine Etappe Tour du Faso

2007
- zwei Etappen Tour du Maroc

2008
- eine Etappe Tour du Maroc

2009
- eine Etappe Tour of Rwanda

2010
- eine Etappe Tour du Mali

| Personendaten    | Personendaten                |
| ---------------- | ---------------------------- |
| NAME             | Ragragui, Mohammed Al-       |
| KURZBESCHREIBUNG | marokkanischer Radrennfahrer |
| GEBURTSDATUM     | 26. April 1976               |